# Ben Spijkers
Bernhard Hendrikus Martinus „Ben” Spijkers (ur. 10 marca 1961 w Nijmegen) – holenderski judoka. Trzykrotny olimpijczyk. Brązowy medalista z Seulu 1988; dziewiąty w Barcelonie 1992 i dziesiąty w Los Angeles 1984. Sędzia zawodów w Londynie 2012. Walczył w wadze średniej.
Wicemistrz świata w 1989, piąty w 1985; uczestnik zawodów w 1987 i 1991. Startował w Pucharze Świata w latach 1989−1992 i 1995. Zdobył sześć medali na mistrzostwach Europy w latach 1984−1991.

## Letnie Igrzyska Olimpijskie 1984
| Konkurencja | Rundy eliminacyjne     | Rundy eliminacyjne     | Rundy eliminacyjne     | Klas. końcowa |
| Konkurencja | Przeciwnik I           | Przeciwnik II          | 1/4                    | Miejsce       |
| ----------- | ---------------------- | ---------------------- | ---------------------- | ------------- |
| 86 kg       | Gilbert Gustin (BEL) Z | Hamza Doublali (MAR) Z | Wálter Carmona (BRA) P | 10.           |

## Letnie Igrzyska Olimpijskie 1988
| Konkurencja | Rundy eliminacyjne       | Rundy eliminacyjne | Rundy eliminacyjne           | Rundy eliminacyjne  | Runda finałowa             | Runda finałowa        | Klas. końcowa |
| Konkurencja | Przeciwnik I             | Przeciwnik I       | Przeciwnik I                 | 1/4                 | 1/2                        | o 3. miejsce          | Miejsce       |
| ----------- | ------------------------ | ------------------ | ---------------------------- | ------------------- | -------------------------- | --------------------- | ------------- |
| 86 kg       | Michael Bazynski (FRG) Z | Rene Capo (USA) Z  | Odwogijn Baldżinnjam (MGL) Z | János Gyáni (HUN) Z | Władimir Szestakow (URS) P | Densign White (GBR) Z | 3.            |

## Letnie Igrzyska Olimpijskie 1992
| Konkurencja | Rundy eliminacyjne   | Rundy eliminacyjne   | Repasaże         | Repasaże               | Klas. końcowa |
| Konkurencja | Przeciwnik I         | Przeciwnik II        | Przeciwnik I     | Przeciwnik II          | Miejsce       |
| ----------- | -------------------- | -------------------- | ---------------- | ---------------------- | ------------- |
| 86 kg       | Filip Leščak (SLO) Z | Nicolas Gill (CAN) P | Wang Nan (CHN) Z | Hirotaka Okada (JPN) P | 9.            |